# MAGねっとホールディングス
株式会社MAGねっとホールディングス（マグネット、MAG NET HOLDINGS ,INC.）は、主として債権回収業を行うグループの持株会社。かつては投資業や不動産賃貸の保証業務などを行っていた。株式会社SFCGのグループ企業だった。
旧商号は、株式会社亜土電子工業→株式会社CSK・エレクトロニクス→株式会社ティー・ゾーン（T-ZONE）→株式会社T・ZONE ホールディングス→株式会社MAGねっと、2009年（平成21年）3月10日より現商号。
以前は、パソコンのパーツ販売などを行うパソコンショップ「T-ZONE」を運営していた。持株会社化の際に、T-ZONEの事業は子会社に移管し、その後事業廃止している。子会社が行っていたパソコンショップ事業については、T-ZONEを参照。

## 概要

### パソコン小売店として成長
出自は、株式会社亜土電子工業（あどでんしこうぎょう）という国外資本の電子部品商社で、主に米韓台相手の交易を行う傍ら、秋葉原に店舗を構えて小売も手掛け、マニアが集うマイコンブームの中心地の一つでもあった。
1987年（昭和62年）、本店ビル「T-zone」（"T"はトヨムラの頭文字。現在のツクモeX店）を新築中に資金難に陥っていた、電子部品小売・アマチュア無線機器老舗大手の株式会社トヨムラと業務提携し、テナントとして入居すると同時に、「T-ZONE」の商号を用い始めた。
亜土電子の店「T-ZONE ADO」では、早くからApple社のMacintosh、IBM PS/2シリーズ等の海外製パーソナルコンピュータの並行輸入品やPC/AT互換機も扱っていたが、1980年代後半のパソコンの本格的普及期がバブル景気と重なった追い風を受けて、隣接する家電量販店のミナミ電気館（現在のドン・キホーテ秋葉原店）を旗艦店に、パソコンショップ「T・ZONE」各店を海外展開するまでに成長した。
しかし、性急過ぎた事業拡大や、バブル崩壊による金利負担の増大、主力商品が一般化して品揃えの独自性が削がれ、安売り競争に巻き込まれた等の原因で経営悪化したことから、1995年（平成7年）に積極的な買収戦略を掲げる独立系システムエンジニアリング会社・CSKの資本参加を受け入れて同社の子会社となり、1999年（平成11年）には社名を、株式会社CSK・エレクトロニクスに変更した。

### SFCG系の投資会社に変身
2002年（平成14年）、親会社CSKが、創業者の大川功名誉会長（兼セガ代表取締役会長兼社長、等々）の死去に伴い方針転換し、肥大したグループ企業群の整理に着手。事業者金融（商工ローン）大手の株式会社SFCG（旧商工ファンド）系投資組合の「ヴィーナス・ファンド・ホールディングス」が、CSK・エレクトロニクスに対して公開買付（TOB）を実施し、取得株式82.76%で子会社化（事実上の会社譲渡）され、社名を「株式会社ティー・ゾーン」に再変更した。以降、名義上の株主が転々とし、ティー・ゾーンは実業色を薄めて投資用持株会社の性格を帯びるようになった。2003年（平成15年）3月には、投資子会社の株式会社T・ZONEキャピタル（後の株式会社TZCS）を設立している。
これと前後して、不採算店舗の撤退を開始。2002年2月8日に秋葉原本店（PC専門店としては最大の売り場面積を誇り、ラオックスのザ・コンピューター館と並びPCの街秋葉原の象徴的存在だった）をリニューアルしたものの、5月31日には「T-ZONE AKIBA PLACE」へ移転縮小。しかしここも黒字化できぬまま、翌2003年（平成15年）2月に店舗を3分の1に再縮小した末、4月20日に突如閉店。結局、元の「T-ZONE ADO」の業務形態に近い「T-ZONE PC DIY SHOP」だけが残った。
2003年（平成15年）8月には会社分割を実施し、パソコンパーツ関連部門は新設子会社の株式会社T・ZONE DIYに移管。株式会社ティー・ゾーンは社名変更して、株式会社T・ZONEホールディングスになり（同じ頃亜土電子工業が登記上消滅した模様）、更に2004年（平成16年）10月、株式会社T・ZONE DIYは同じT・ZONEホールディングス傘下のソフトウェア会社である株式会社ストラテジィと合併して、株式会社T・ZONEストラテジィに改編されている。
2007年（平成19年）5月24日、T・ZONEホールディングスが、大島健伸会長の資産管理会社（T・ZONEホールディングスから見た場合に、親会社SFCGのさらに親会社となる）「KEホールディングス」を同年10月1日に吸収合併することを発表。合併すれば、T・ZONEホールディングスがSFCGを傘下に収める形となり、表面上親子関係が逆転する。これについては、T・ZONEホールディングス上場先のジャスダックが「T・ZONEホールディングスが実質的な存続会社でないと認められる」（要は「KEホールディングス」の裏口上場に当たる）と発表していた。この合併は、最終的に9月27日に中止が発表された。
2005年（平成17年）から2007年（平成19年）にかけて、投資子会社のT・ZONEキャピタルがグループ外の会社に盛んに投資を行ってきたが、2007年（平成19年）12月に、株式会社TZCS（T・ZONEキャピタルから商号変更）の保有全株式をSFCGに譲渡した。

### 事業持株会社「MAGねっと」に
T・ZONEホールディングスは、自らは事業を行わない純粋持株会社であることから、収入が子会社からの配当金などに限られ営業キャッシュ・フローが脆弱であったため、金融機関から資金調達をするにあたり不利であった。そこで、金融機関からの資金調達を有利にする目的で事業持株会社化をすることにし、既に買収で子会社化していた不動産鑑定業の株式会社MAG（買収時の商号は株式会社日本アプレイザー）を、2008年（平成20年）8月1日に吸収合併した。そして、事業持株会社となったことから、被合併会社である株式会社MAGが運営する不動産情報検索サイトの名称「MAGねっと」にあわせて、商号を株式会社T・ZONEホールディングスから株式会社MAGねっとに変更した。

### 純粋持株会社に戻り「MAGねっとホールディングス」に
2008年（平成20年）11月にカーチスホールディングスを傘下におさめるなど、グループの事業が拡大したことから、2009年（平成21年）3月10日に、迅速な経営判断をするために管理機能と業務執行機能を分離する目的で、会社分割（簡易新設分割）を実施し、不動産保証業務を行う子会社（新）株式会社MAGねっと（後の株式会社VESTA）を設立。（旧）株式会社MAGねっとは、同日、商号を株式会社MAGねっとホールディングスに変更し、純粋持株会社となった。
一方、親会社のSFCGの経営が悪化し、同年2月には日本振興銀行による担保権行使で、カーチスホールディングスは既に傘下を離れていた。同月のSFCGの民事再生法適用申請と同時に、SFCGが保有していた当社の株式は自社株式となりSFCGとの資本関係は消滅した。
2009年（平成21年）より資金難を受けて事業規模の縮小を図り、2010年（平成22年）には、主力だった不動産賃貸保証事業とパソコン関連製品販売事業から撤退。現在は子会社の株式会社ジャスティス債権回収が行う債権回収業がグループの主たる事業となっている。

## 沿革
- 1975年（昭和50年）8月 - 東京都新宿区に株式会社亜土電子工業として設立。
- 1987年（昭和62年）
  - 1月 - 店頭市場（現ジャスダック市場）に株式登録。
  - 5月 - 株式会社トヨムラと共同でT-ZONE 1号店を秋葉原に出店（当時の「T-ZONE」は株式会社トヨムラの商標）。
- 1995年（平成7年）3月 - 株式会社CSKと資本提携。
- 1999年（平成11年）8月 - 商号を株式会社CSK・エレクトロニクスに変更。
- 2000年（平成12年）9月 - 株式会社トヨムラよりT-ZONE商標が株式会社CSK・エレクトロニクスに移る。
- 2002年（平成14年）
  - 3月 - 株式会社CSKが株式会社ヴィーナスファンド・ホールディングスの公開買付に応じ、株式会社ヴィーナスファンド・ホールディングスの子会社（出資比率82.8%）に（ヴィーナスファンド投資事業組合による経営権取得）。
  - 5月 - 秋葉原の本店閉店。
  - 6月 - 商号を株式会社ティー・ゾーンに変更。
- 2003年（平成15年）
  - 4月 - グループ外への投資を主たる事業とする株式会社T・ZONEキャピタル（後の株式会社TZCS）を設立。
  - 8月 - 会社を分割して、パソコン関連製品販売事業を新設子会社・株式会社T・ZONE DIYに移管。持株会社化するとともに、商号を株式会社T・ZONE ホールディングスに変更。
- 2004年（平成16年）
  - 2月 - 本社をSFCGと同じ現所在地（東京都中央区）に移転。
  - 5月 - 実質的に株式会社SFCGが親会社と発表。
  - 8月 - ヴィーナス・ファンド投資事業組合解散に伴う組合財産分配により、メサイア・インベストメントが筆頭株主に。
  - 10月 - 株式会社T・ZONE DIYと株式会社ストラテジィが合併し、株式会社T・ZONEストラテジィに。
- 2006年（平成18年）1月 - 株式会社SFCGが株式交換により、株式会社メサイア・インベストメントを完全子会社。株式割当を受けた株式会社ケン・エンタープライズが株式会社SFCGの親会社に。
- 2007年（平成19年）
  - 1月 - 株式会社SFCGが株式会社メサイア・インベストメントおよび株式会社ヴィーナスファンド・ホールディングスを合併。SFCGが直接の親会社となる。
  - 11月 - 株式会社マイダス・アプレイザーアンドギャランティーを「株式会社MAG」に商号変更。
  - 12月 - 投資子会社である株式会社TZCSの保有全株式をSFCGに譲渡。
- 2008年（平成20年）
  - 8月 - 子会社の株式会社MAGを吸収合併し、事業持株会社化と同時に「株式会社MAGねっと」に商号変更。
  - 11月 - ガルガンチュア・アセット・マネジメントを吸収合併し、その子会社であったカーチスを子会社化する。
- 2009年（平成21年）
  - 2月23日 - 親会社SFCGが保有するMAGねっと株式（41.29%）につき、MAGねっとの東京SFキャピタル（SFCG子会社）に対する準消費貸借契約の特約に従い、MAGねっと自身が自社株を取得。SFCGは親会社ではなくなった（ただし、SFCGの親会社であるQ and Company株式会社（旧ケン・エンタープライズ）は、独自の保有分45.87%があるため、MAGねっとの親会社である点には変更はない）。
  - 3月10日 - 会社分割（簡易新設分割）を実施し、不動産保証業務を行う子会社（新）株式会社MAGねっと（現・株式会社VESTA）を設立。（旧）MAGねっとは「株式会社MAGねっとホールディングス」に商号変更し、純粋持株会社となった。
  - 6月24日 - 本社を、東京都中央区日本橋室町のNBF日本橋室町センタービル[2] から港区南青山のDFビルディングに移転。
  - 7月1日 - 子会社の株式会社MAGねっとが、株式会社VESTAに商号変更。
- 2010年（平成22年）
  - 2月16日 - 子会社の株式会社VESTAが、賃貸保証事業について会社分割（新設分割）を行い、株式会社VESTAプロパティーマネージメントを新設。
  - 6月16日 - 代表取締役社長の大島嘉仁と当社役員がSFCGの民事再生法違反で逮捕。大島嘉仁が社長を辞任。後任はT・ZONEストラテジィ社長の小森祐作。
  - 10月 - 賃貸保証事業子会社の株式会社VESTAの全株式を、株式会社オーロラに譲渡。
  - 11月29日 - T・ZONEストラテジィの事業を12月31日付で廃止し、事業に関する資産をサードウェーブに譲渡すると発表。
- 2011年（平成23年）6月23日 - 大島嘉仁が代表取締役社長に復帰。
- 2012年（平成24年）9月1日 - 親会社であるQ and Company株式会社が、同じく大島一族の資産管理会社である株式会社シグマに吸収合併されたため、親会社が株式会社シグマとなる。
- 2013年（平成25年）
  - 4月1日 - 休眠会社となっていたT・ZONEストラテジィを吸収合併。
  - 5月23日 - 株式会社シグマが新設分割により子会社管理業を株式会社ファイに承継したため、親会社が株式会社ファイとなる。
- 2015年（平成27年）
  - 4月23日 - 大島一族のグループ会社である株式会社ベータに対して有する債権24億33百万円について貸倒引当金を計上[3]。
  - 6月30日 - 2015年3月期で債務超過となったことから、上場廃止猶予期間入り[4]。
- 2016年（平成28年）
  - 6月6日 - 本社を、東京都港区南青山のDFビルディングから港区赤坂のNo.R赤坂見附に移転。
  - 6月30日 - 2016年3月期決算で2年連続債務超過となったことから、日本取引所グループの上場廃止基準に抵触し、上場廃止が決定[5]。
  - 8月1日 - ジャスダック上場廃止。

## 株式による支配関係
- 大島嘉仁ほか家族

↓（大株主）
- 株式会社ファイ

↓78.12%（子会社）
- 株式会社MAGねっとホールディングス

## MAGねっとHDの子会社・関連会社
- 株式会社ジャスティス債権回収 - 100%子会社
- 株式会社IF - ファクタリング事業会社だが、事業休止状態にあり既存の貸付債権の管理・回収のみ行う。
- 株式会社バックオフィスサービス

### かつてあった子会社
- 株式会社イーマックス - 不動産事業
- 株式会社カーチスホールディングス - かつては51.36%出資していたが、2009年（平成21年）2月に日本振興銀行による担保権実行により1.33%まで比率低下。
- 株式会社T・ZONEコールセンター（立地先　釧路市ほか）- 電話による販売促進事業。2007年（平成19年）12月28日にT・ZONEホールディングスからマルマンの100%子会社に、2009年（平成21年）1月22日にマルマンから当時の子会社であった株式会社カーチスホールディングスに全株式を譲渡、その後、カーチスホールディングスがMAGねっとホールディングスの子会社でなくなったため傘下でなくなった。
- 旧株式会社TZCS（旧株式会社T-ZONEキャピタル）

2007年（平成19年）12月26日に保有株式全て (99.51%) をSFCGに譲渡、2008年（平成20年）3月26日にSFCGに吸収合併された。したがって、TZCS傘下にあった子会社は以下のようになった。
- - エステー株式会社（新宿区） - 旧T-ZONEキャピタル第2位株主だったが TZCSに商号変更時に株式を売却、第16位株主となり大株主ではなくなった。
  - 理研ビタミン株式会社 - TZCSのSFCGとの合併により筆頭株主がSFCGに変更、その後、2008年（平成20年）6月20日に全株式をキッコーマンへ譲渡。
  - 日本管財株式会社 - TZCSのSFCGとの合併により筆頭株主がSFCGに変更、その後、所有株式の一部売却により筆頭株主でなくなる。
  - 佐藤食品工業株式会社（小牧市） - 2007年（平成19年）12月5日にTZCSからT・ZONEホールディングスに、2008年（平成20年）12月26日にT・ZONEホールディングスからTZCIに株式譲渡（その後、2009年2月に日本振興銀行による担保権実行によりSFCG傘下ではなくなる）。
  - ビオフェルミン製薬株式会社 - 2008年（平成20年）2月18日より大正製薬による株式公開買付が行われ、TZCSもこれに賛同し、決済日の同年3月19日付で保有する全株式を譲渡した。
- マルマン株式会社 - ゴルフ用品販売。かつては67.06%出資だったが、2009年2月に日本振興銀行による担保権実行により比率低下し持分法適用関連会社に。2010年3月に全株式を譲渡した。
- 株式会社Jファクター（旧社名マイダスキャピタル） - 手形再割引・不動産リファインナンス、100%子会社。刑務所を出てから5年経たない人物が役員になっていたことが発覚したため、2009年（平成21年）3月16日に貸金業法第24条の6の5の規定により貸金業登録を取り消された。SFCGが経営破綻する直前に同社社長となった小笠原充がJファクターの役員を兼任していたため、SFCGも同年3月27日に貸金業登録を取り消され、破産となった。また、2010年（平成22年）3月31日に第三者破産を申し立てられた。同年6月に会社解散を決定し、12月に全株式を株式会社QAMに譲渡。
- 株式会社T・ZONEストラテジィ株式会社 - MAGねっとホールディングスの100%子会社。株式会社MAGねっとホールディングスが株式会社ティーゾーン時代に行っていたパソコン関連事業を、持株会社化の際に引き継いだ（詳しくは、T-ZONEを参照）。2010年12月に事業廃止し休眠会社に。2013年4月にMAGねっとホールディングスが吸収合併。

## 参照・脚注
1. ↑  合併等に関する審査（実質的存続性の喪失）について (PDF)
2. ↑  NBF日本橋室町センタービルには、りそな銀行室町支店が入居している
3. ↑  業績予想の修正および営業外費用の計上に関するお知らせ
4. ↑  債務超過の猶予期間入りに関するお知らせ
5. ↑  東京証券取引所による当社株式の上場廃止の決定及び整理銘柄への指定に関するお知らせ